# James Horsburgh
Pour les articles homonymes, voir Horsburgh.

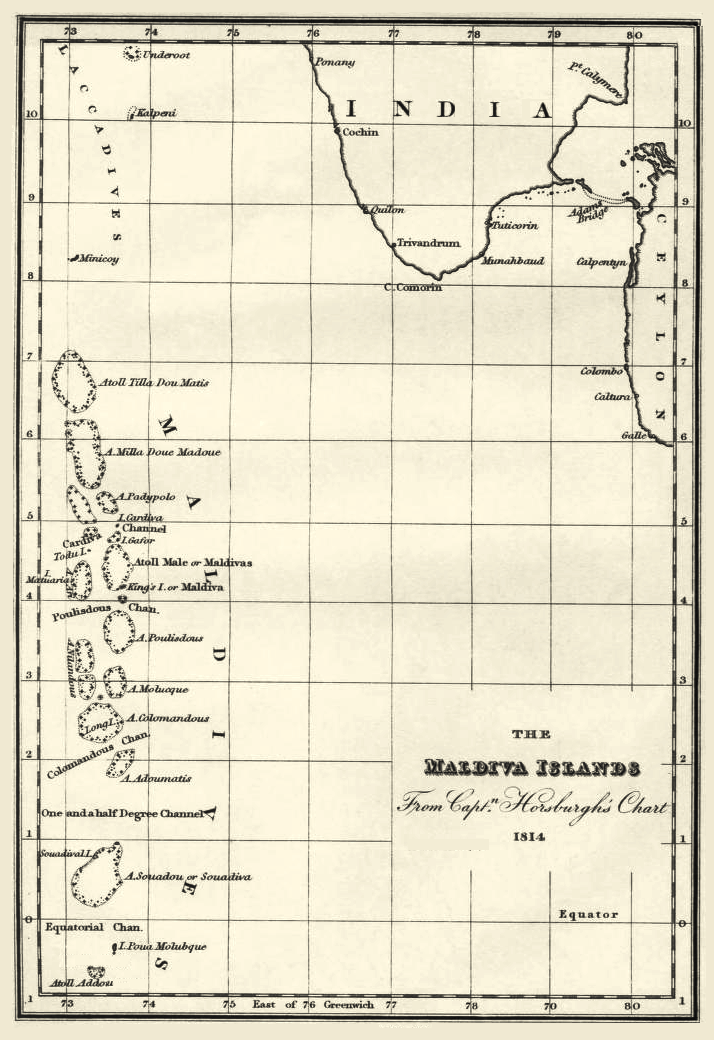
Carte des Maldives par James Horsburgh (1814)

James Horsburgh, né le 28 septembre 1762 à Elie (Fife) et mort le 14 mai 1836 à Canton (Chine), est un officier de marine, hydrographe et géographe britannique.

## Biographie
James Horsburgh s'engage dans la Royal Navy en 1778. Capturé par les Français à Dunkerque, après sa libération, il effectue des voyages aux Antilles et à Calcutta et, en mai 1786, à bord du navire EIC Atlas, navigue de Batavia à Ceylan comme second. Il fait naufrage sur l'île de Diego Garcia. Cette catastrophe l'influence dans sa décision de produire des cartes précises. Il travaille alors, dès 1800, pour l'East India Company et parcourt les mers de l'Inde pour établir de nombreuses cartes.
Élu membre de la Royal Society en mars 1806, il devient en 1830 chef hydrographe de l'East India.

## Hommages
- Il est mentionné par Jules Verne dans son roman Les Enfants du capitaine Grant (partie 2, chapitre III) où Jules Verne signale une erreur de sa part. Il aurait confondu l'île Saint-Pierre pour l'île Saint-Paul dans ses descriptions[4].
- Robert Moresby, lors de son enquête sur les Maldives, en 1834, a attribué son nom à un petit atoll au sud de l'île de Goidhoo en hommage à ses précieux travaux hydrographiques antérieurs.
- Horsburgh Island dans les Îles Cocos (Keeling) porte également son nom, tout comme le phare de Horsburgh situé sur Pedra Branca à Singapour, dont la construction a été financée par un groupe de marchands britanniques à Canton, en Chine (aujourd'hui Guangzhou)[1].
- Horsburgh a été le premier à décrire l'île maintenant connue sous le nom de Spratly Island, en la nommant Storm Island. Cependant, l'observation de Richard Spratly est finalement devenue la langue vernaculaire et a conduit à nommer toute la région sous le nom d'îles Spratleys[5].

## Publication
- 1809 : Directions for sailing ti and from the East Indies
- 1817 : James Horsburgh, India Sailing Directory, Chart Office, East India House, 1817 (lire en ligne)